# 2898 Neuvo
2898 Neuvo è un asteroide della fascia principale. Scoperto nel 1938, presenta un'orbita caratterizzata da un semiasse maggiore pari a 2,5559044 UA e da un'eccentricità di 0,0208659, inclinata di 14,29851° rispetto all'eclittica.